# Zyngoonops clandestinus
Espèce
Zyngoonops clandestinus est une espèce d'araignées aranéomorphes de la famille des Oonopidae.

## Distribution
Cette espèce est endémique du Nord-Kivu au Congo-Kinshasa,.

## Description
La femelle décrite par Fannes en 2013 mesure 1,52 mm.

## Publication originale
- Benoit, 1977 : Oonopidae anophthalmes africains nouveaux avec une clé des genres (Araneae). Revue de Zoologie Africaine, vol. 91, p. 243-249.